# Cap de la Estaca de Bares
Le Cap da Estaca de Bares est un cap de la côte nord-ouest espagnole des Rías Altas (es) (les rias hautes), dans la communauté autonome de Galice, sur la commune de Mañón (La Corogne). Il fait partie de la côte nord-atlantique espagnole, marquant la séparation conventionnelle entre la mer Cantabrique à l'est, et l'océan Atlantique au nord et à l'ouest. Le cap se termine par une pointe rocheuse appelée « Punta da Estaca de Bares ».

## Étymologie
« Estaca » (nom commun féminin) est un mot galicien/espagnol qui signifie « pieu ». La racine indo-européenne « stig » (piquer, que l'on retrouve en grec ancien avec στίγμα, stigma, stigmatis) est devenue « stikka » et « stakka », et a donné en gothique français « estache » (1080) puis « estaque » (pieu, poteau), ainsi que « stake » (pieu, poteau, piquet) et « stick » (bâton, canne) en anglais, ainsi que « stacca » en italien et « estaca » en espagnol (pieu). Cette famille de mots a également donné « estacada » en espagnol et « estacade » en français (série de pieux, pour défendre un lieu ou pour retenir quelque chose, comme une jetée à claire-voie qui retient la mer),. « Estaquín » et « Estaquilla » sont deux diminutifs de Estaca, qui signifient donc « petit pieu ».
« Bares » est un toponyme, c'est le nom d'un des deux villages du cap.
« Punta » (nom commun féminin) est la traduction galicienne de « pointe ».

## Géographie

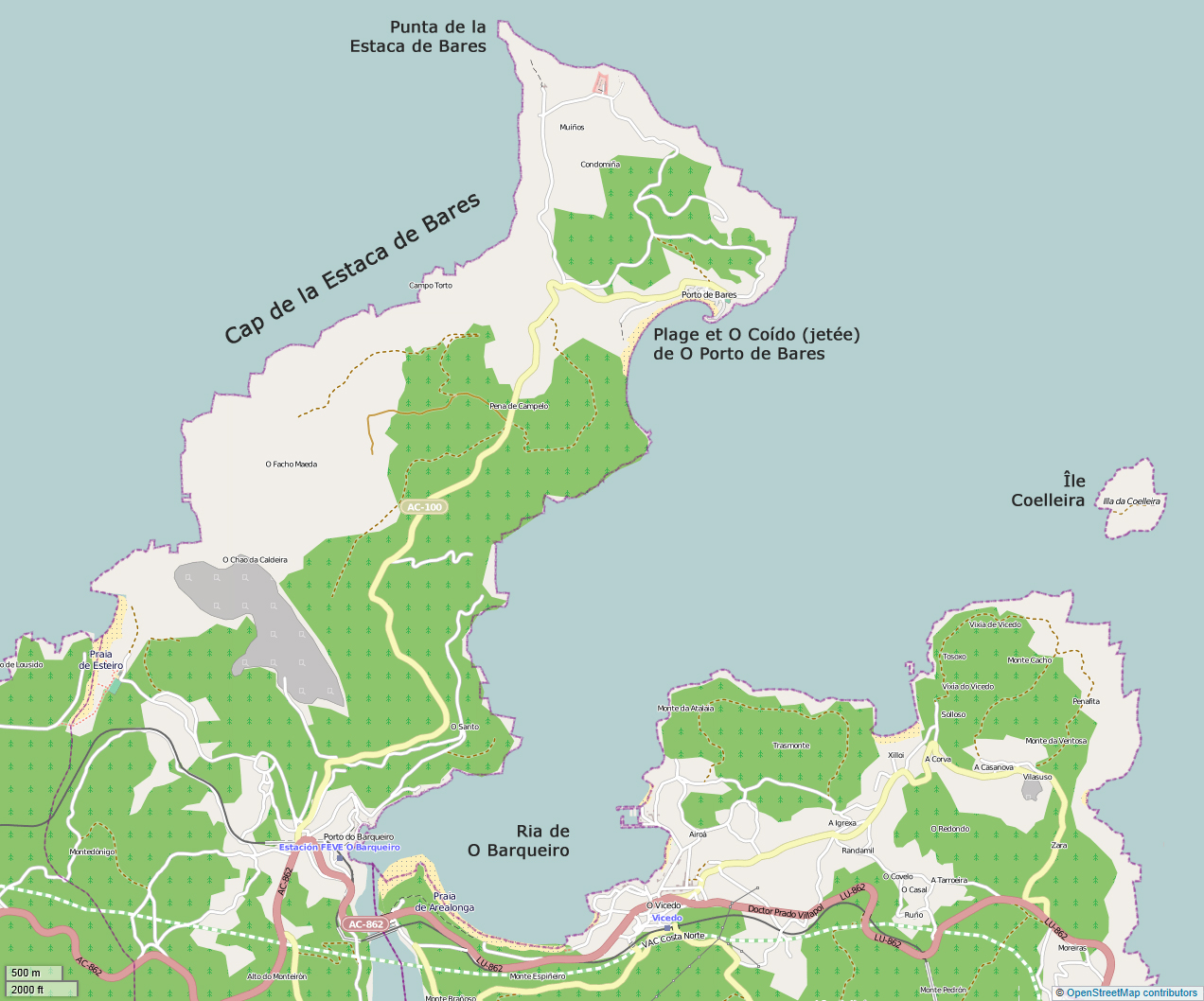
Carte générale du cap de la Estaca de Bares et de la ria de O Barqueiro
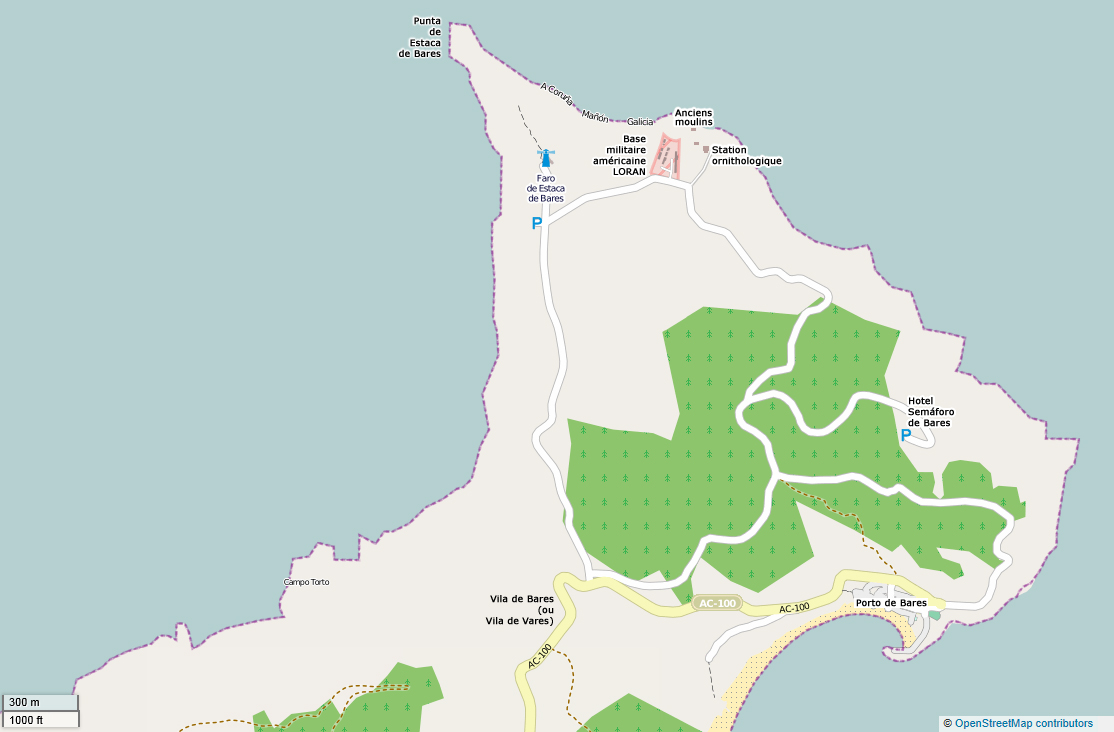
Partie nord du cap d'Estaca de Bares (Punta de Estaca de Bares, station américaine LORAN, station ornithologique, hôtel Semaforo de Bares, Porto de Bares, Vila de Bares).

### Généralités
Situé au Nord de la Galice, le cap da Estaca de Bares (« el cabo de la Estaca de Bares » en castillan, « o cabo da Estaca de Bares » en galicien) est le cap le plus septentrional de la péninsule Ibérique. C'est un promontoire granitique avec un faible relief — entre 100 et 210 mètres d'altitude — de nature sauvage de lande et de forêt presque inhabitée, entouré de falaises d'une hauteur entre 50 et 200 mètres, formant un paysage impressionnant. Le plateau qui forme une grande partie du cap est appelé Ventureiro. Le cap est une bande de terre étroite et longue, plus ou moins rectangulaire, d'environ 2,9 km de long et 1,3 km de large, orientée nord-est. Il sépare la grande ría de Ortigueira (es), également appelée « Ría de Ortigueira y Ladrido », à l'ouest, alimentée par le río Mera (es) et la petite ría do Barqueiro (es) à l'est, alimentée par le río Sor (es).
La punta da Estaca de Bares (la pointe de A Estaca de Bares) est placée tout à fait au nord, derrière le phare, et consiste en une suite d'amas rocheux très découpés et de deux petits îlots terminaux pointus. Le plus au nord s'appelle « O Estaquín » et le plus proche du phare « A Estaquilla ».
Certaines plages du cap sont inaccessibles car elles sont placées au pied d'abruptes falaises.
Tout au long des côtes galiciennes, depuis la Punta de Estaca de Bares et le cap voisin Cap Ortegal jusqu'aux Rías Baixas et la frontière portugaise, s'étend la côte la plus découpée du littoral espagnol, comparable aux côtes bretonnes.

### La Estaca de Bares, lieu naturel protégé
La Estaca de Bares est un LIC espagnol, « Lugar de Interes Comunitario » (Lieu d'Intérêt Communautaire), d'une superficie de 935,79 ha et de code ES1110010 également classé ZEPVN, « Zona de Especial Protección de los Valores Naturales » (Zone de Protection Spéciale des Valeurs Naturelles). Une partie de l'actuel LIC a été déclarée « Sitio Natural de Interés Nacional » (Lieu naturel d'intérêt national) par ordre ministériel en 1933.

### Villages
Le cap abrite deux villages, Vila de Bares (le panneau à l'entrée du village indique Vila de Vares) et Porto de Bares (le Port de Bares).
Vila de Bares est situé à l'entrée est du cap de la Estaca de Bares. Pas directement placée au bord de la mer, on peut toutefois embrasser du regard, depuis son mirador, la ria de O Barqueiro, la digue et la plage de Porto de Bares en contrebas, ainsi que l'île Coelleira.
Porto de Bares (selon l'orthographe galicienne, et « Puerto de Bares » en castillan) est un petit village de pêcheurs en bord de mer dans la ria de O Barqueiro. Une longue plage de sable clair et fin en forme de fer à cheval est balisée par deux séries de rochers, la première étant constituée d'énormes blocs arrondis par l'érosion de la mer, et la seconde étant une petite falaise rocheuse qui barre la plage. Depuis celle-ci, on peut profiter d'une jolie vue sur l'île Coelleira (mot galicien signifiant « garenne, lieu avec de nombreux lapins », de « coello », et « conejo » en castillan), « lapin » ; l'équivalent castillan de « coelleira » étant « conejera »).

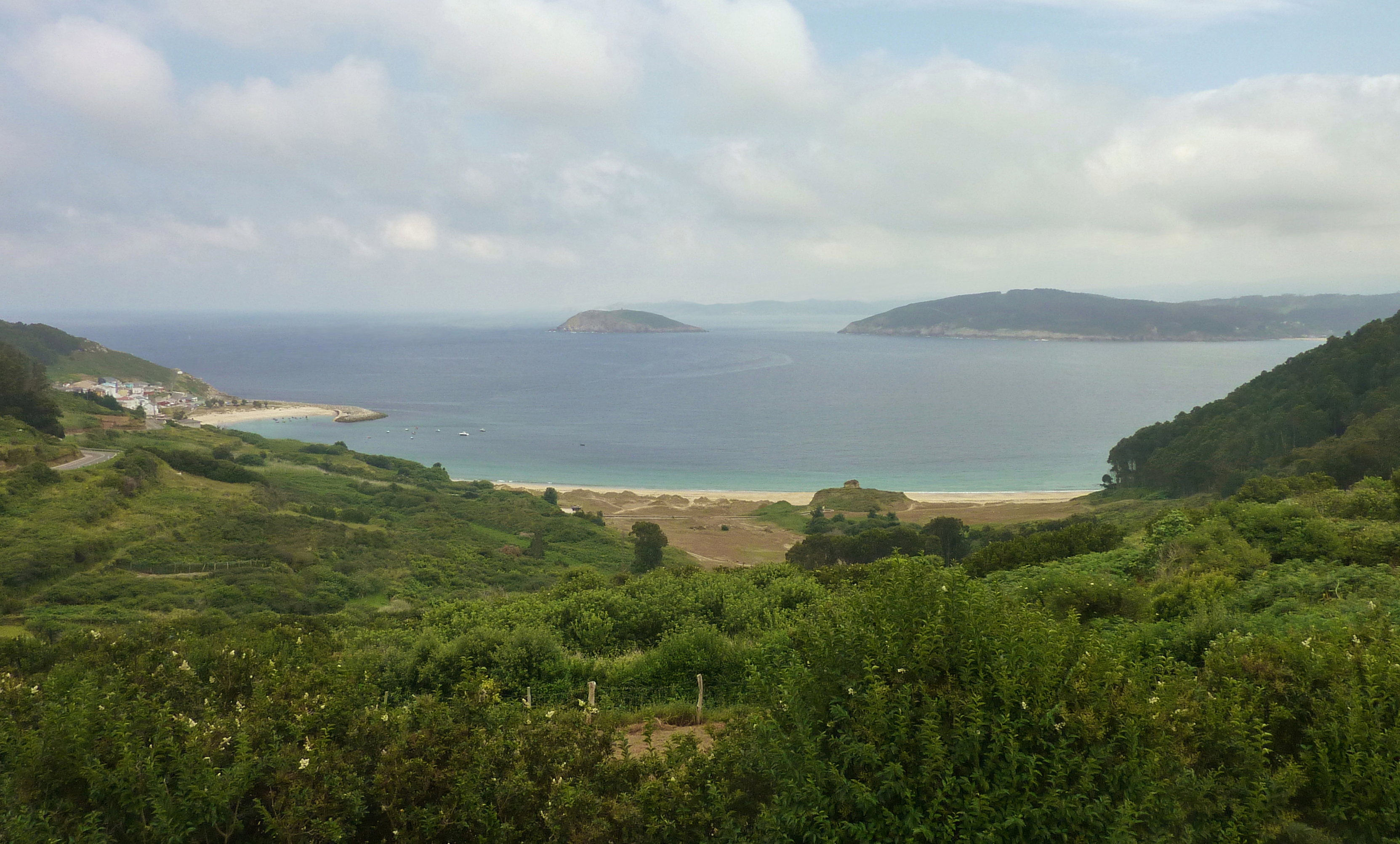
Village de Porto de Bares vu depuis le mirador de Vila de Bares
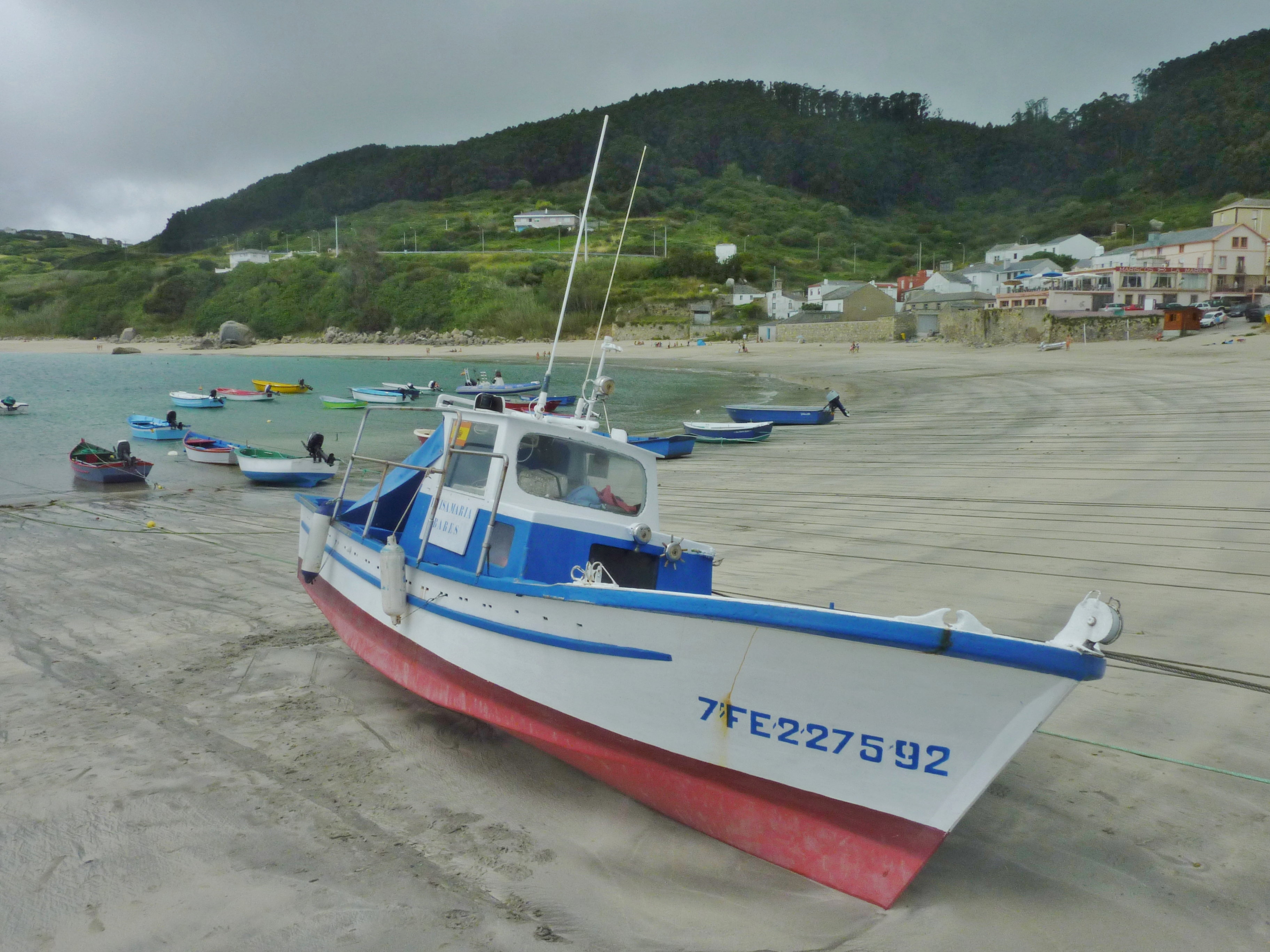
Port et village de Porto de Bares
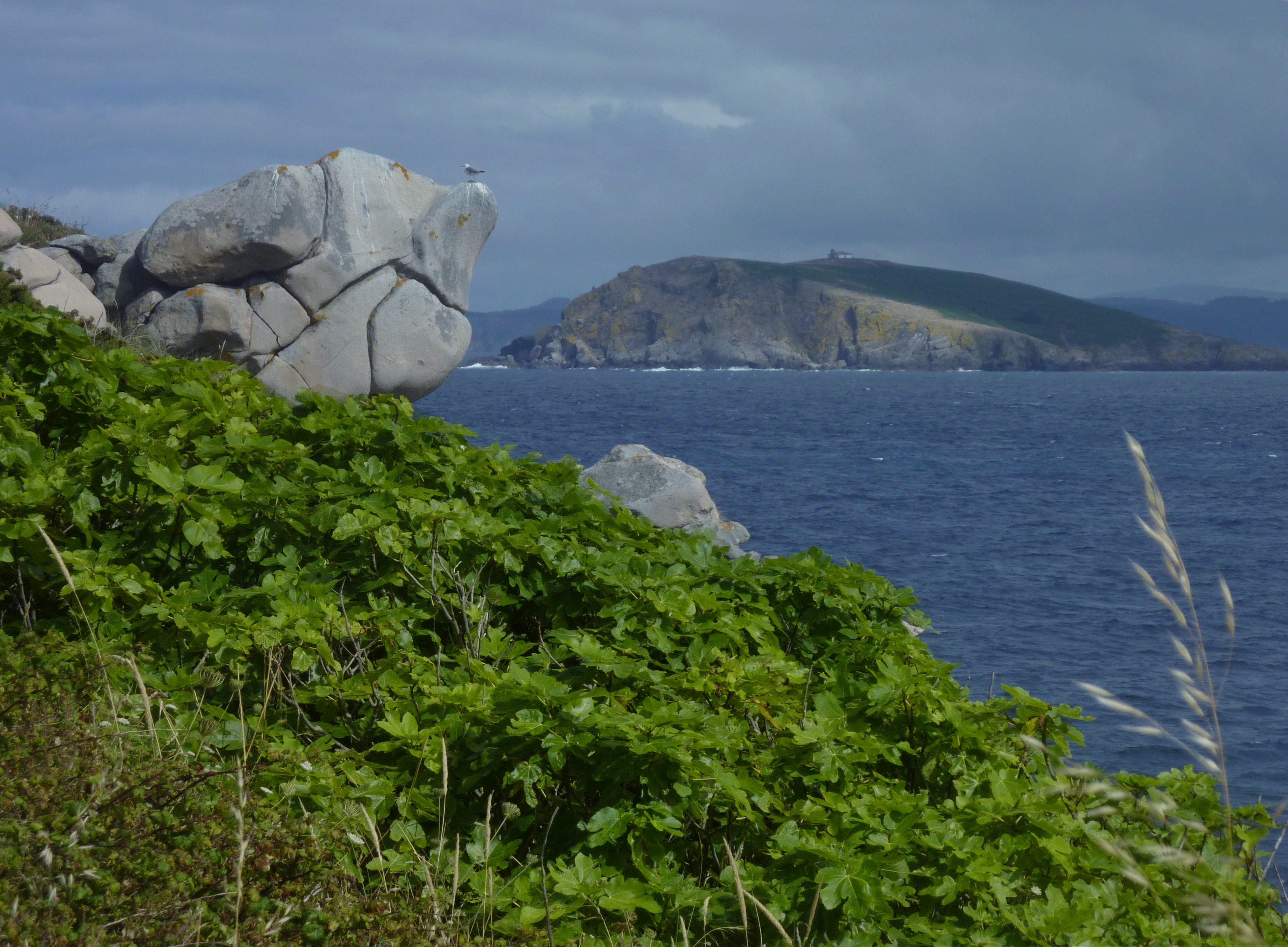
Rocher, figuier et île Coelleira depuis Porto de Bares
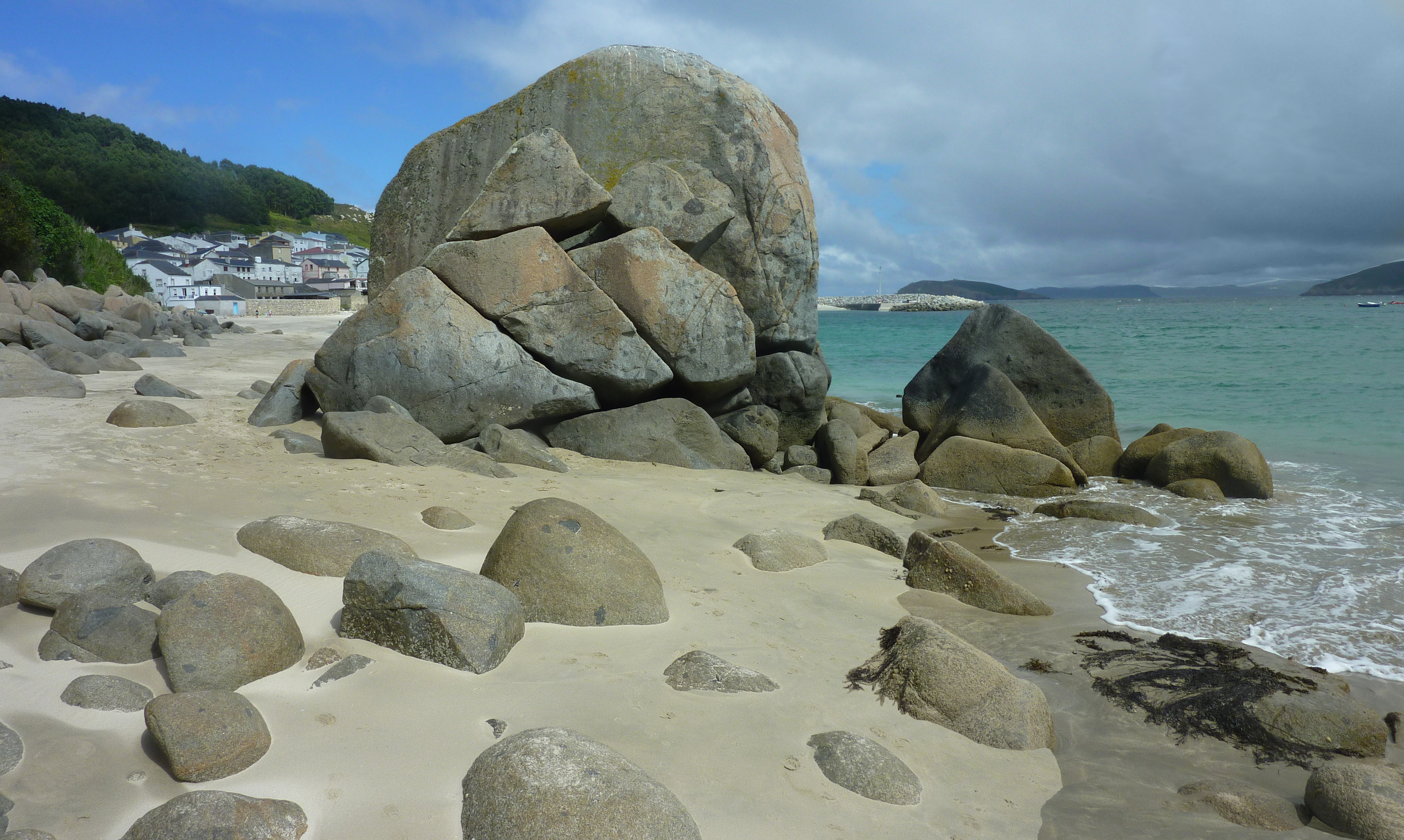
Premier amas de rochers sur la plage de Porto de Bares
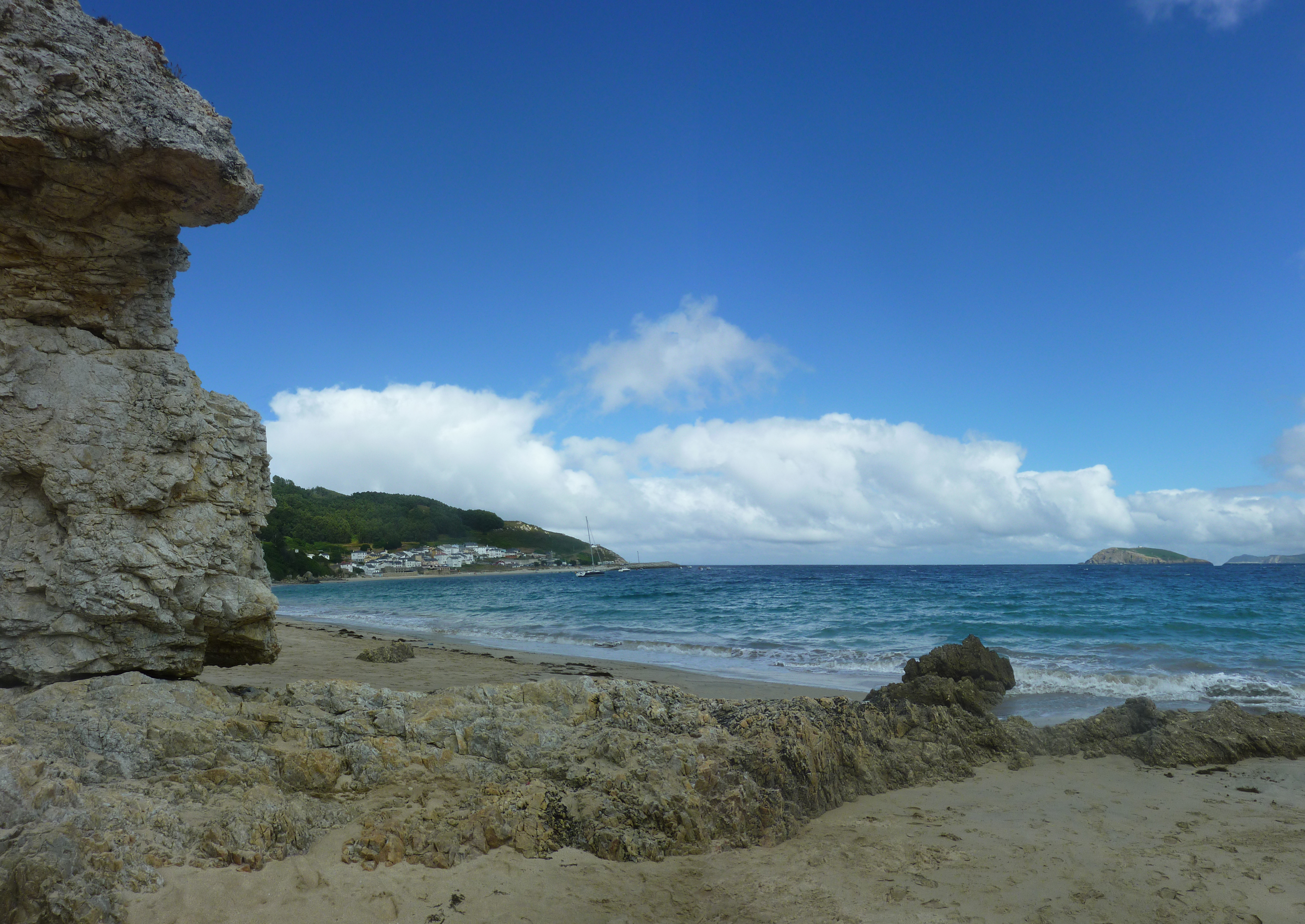
Sur la plage de Porto de Bares (village à gauche), la deuxième barrière de roches et l'île Coelleira

#### Hypothèses historiques sur la jetée de Porto de Bares
La jetée de Porto de Bares, appelée « O Coído », faite de gros blocs de pierres cyclopéennes arrondies érodées par la mer, constitue un paysage singulier et rare que n'offrent pas les digues modernes. L'archéologue et universitaire galicien de la Real Academia de la Historia Federico G. Maciñeira y Pardo de Lama (gl) (1870–1943), a pensé, à la suite de travaux de fouilles archéologiques de la jetée entre 1930 et 1932, que la première digue aurait été construite par les Phéniciens, et que ceux-ci auraient établi une base maritime et commerciale à Porto de Bares avant leurs traversées de l'Atlantique en direction de la France et de l'Irlande (voir le chapitre Bibliographie pour des ouvrages sur les travaux archéologiques de Maciñeira et sur la navigation de l'antiquité).
Mais cette hypothèse de Maciñeira est remise en question par un projet de recherche archéologique impliquant également des historiens, des physiciens et des ingénieurs en 2007, coordonné par le groupe Puertos y Costas de la Universidade da Coruña (UDC). Il conclut que la jetée n'est pas aussi ancienne que Maciñeira le soutenait. Selon les experts qui ont travaillé sur ce projet, les origines de la jetée de Bares sont probablement romaines. L'apparition de récipients d'origine romaine destinés à la préparation de salaisons, ou la découverte d'une mosaïque de la même époque dans l'église de Vila de Bares sont quelques-unes des preuves qui ont servi à l'équipe de l'Université de la Corogne pour renforcer leur thèse. Certains membres de l'équipe pensent même que la jetée pourrait être médiévale.
Quoi qu'il en soit, Porto de Bares est reconnu comme étant le plus ancien port de Galice encore en activité de nos jours.

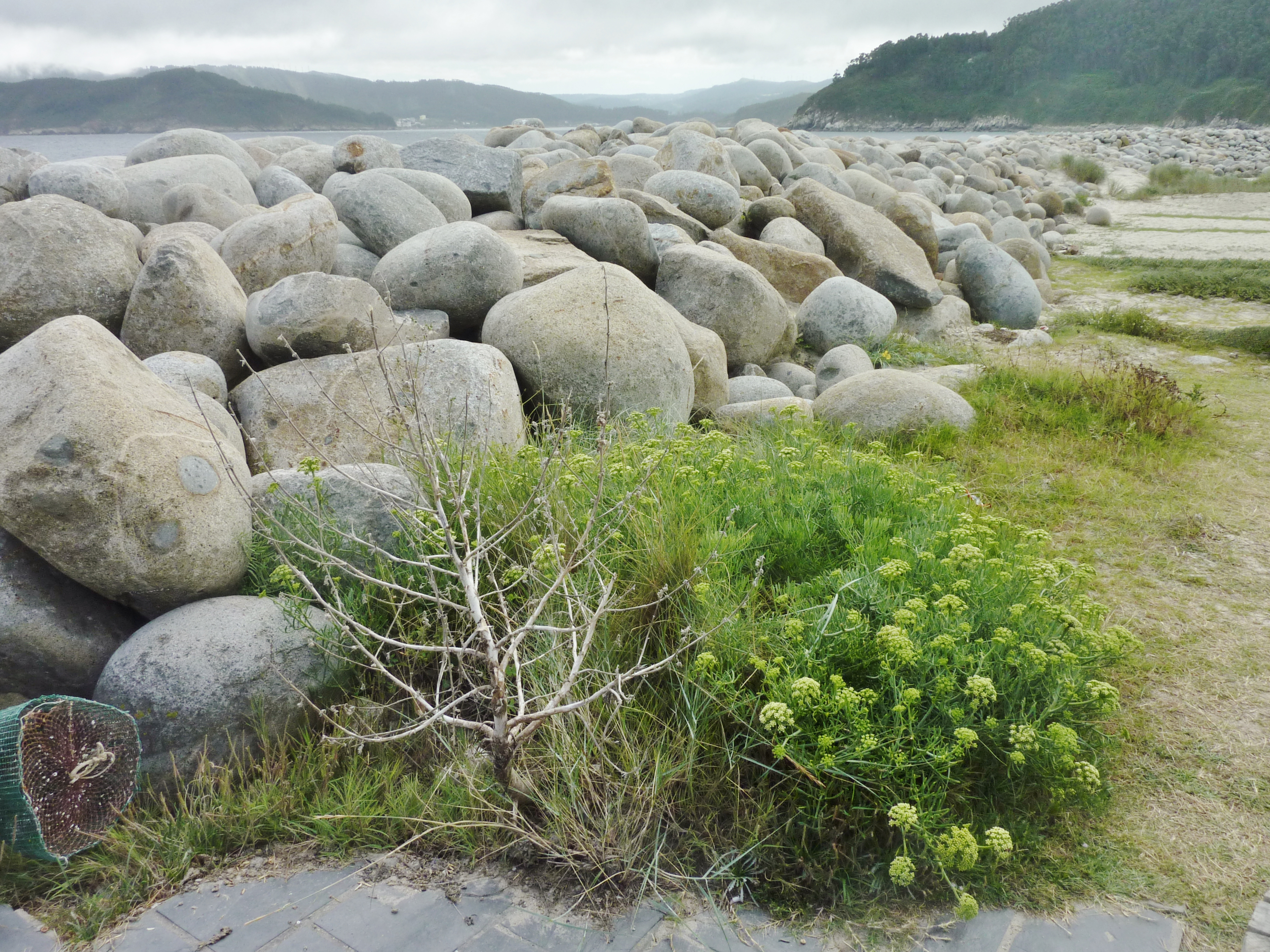
Porto de Bares - La jetée appelée O Coído
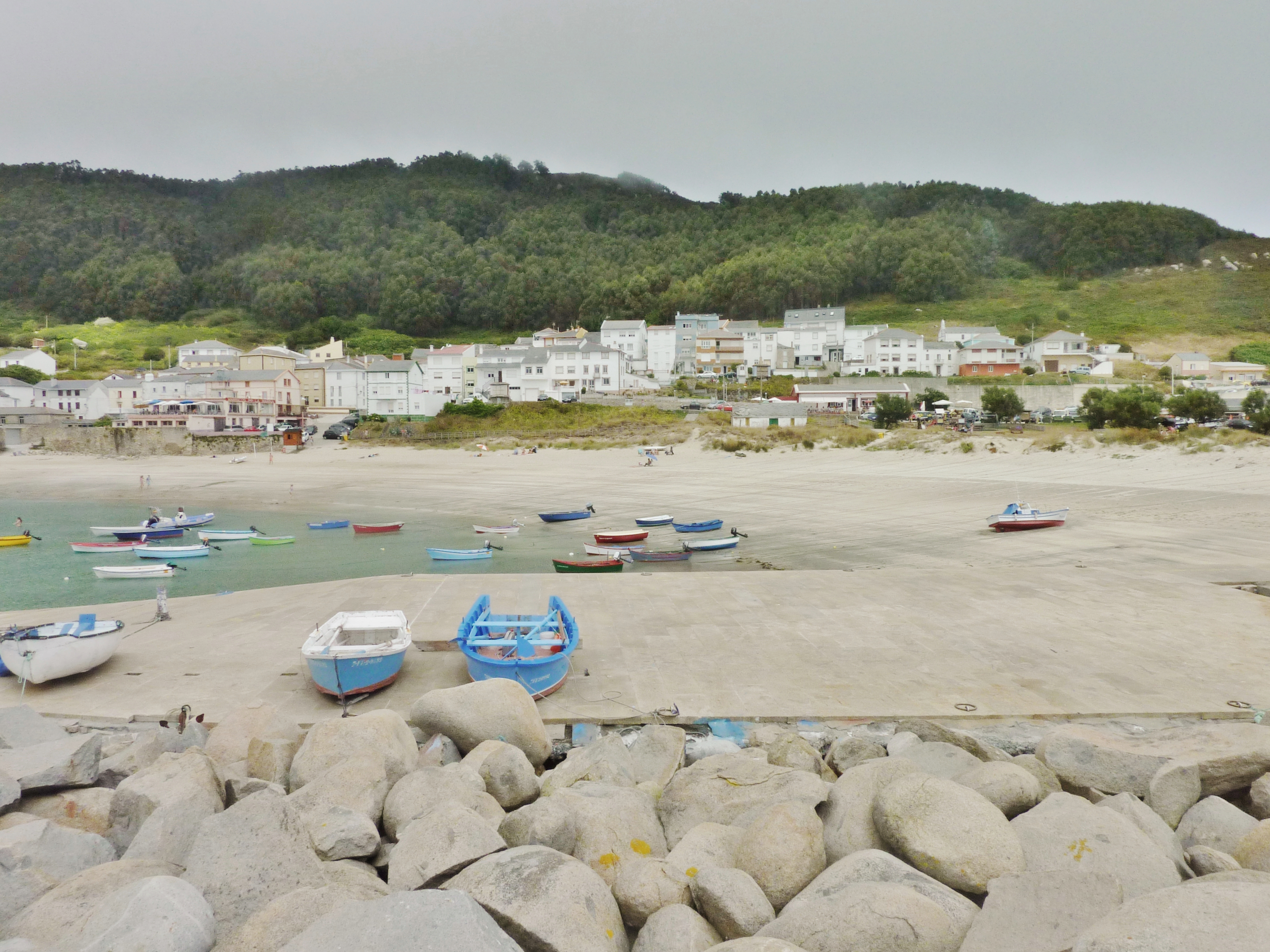
Le village de Porto de Bares vu de la jetée
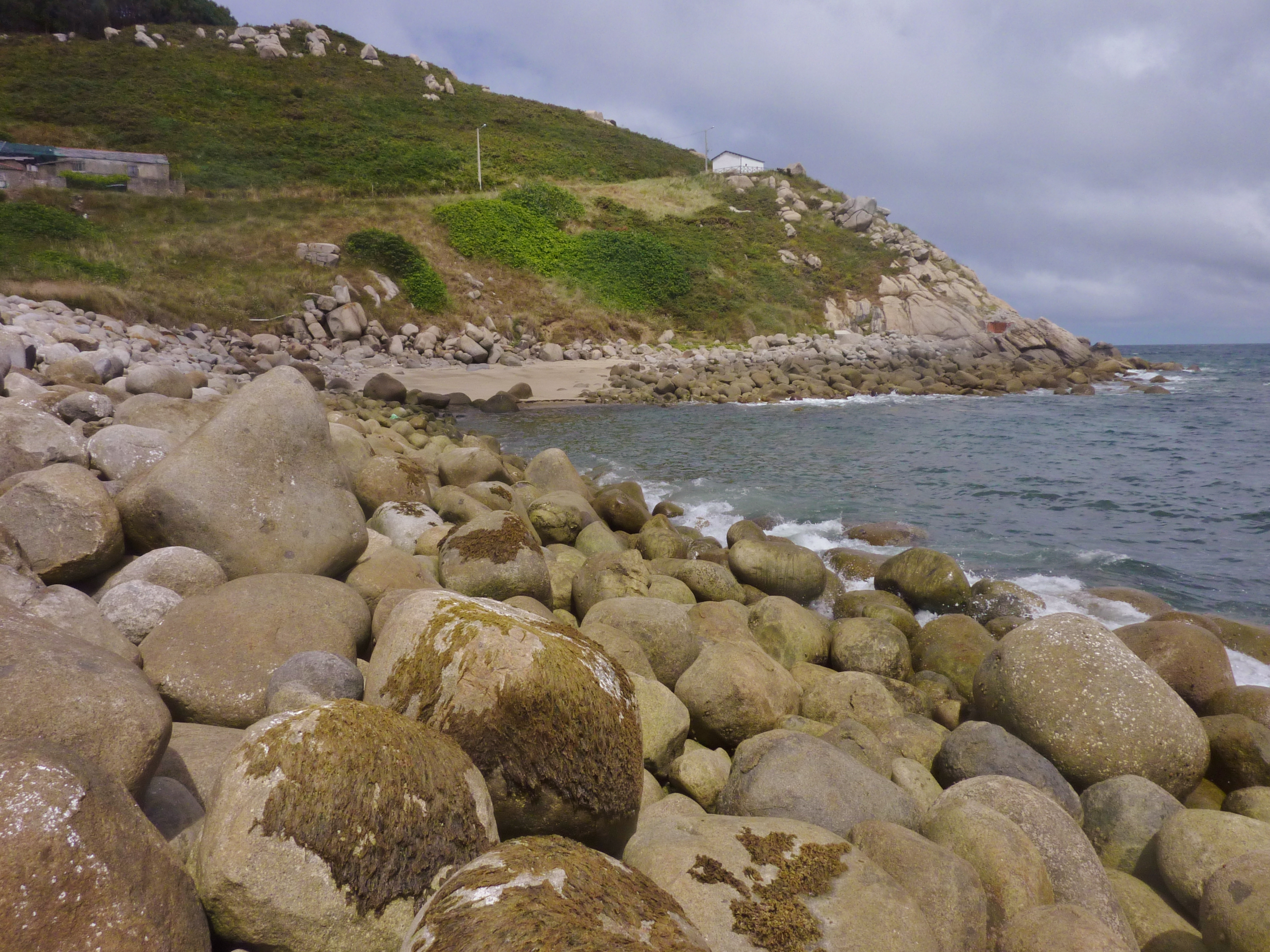
Vue sur la montagne voisine depuis la jetée

#### La chasse à la baleine à Porto de Bares auXVIesiècle
Au XVIe siècle, le port de Bares a connu une intense activité de chasse à la baleine, non pas de la part des habitants de Mañon, mais de celle de pêcheurs basques qui venaient utiliser les ports du Nord de la Galice lors de cinq campagnes annuelles de pêche, de novembre à mars.
Des guetteurs postés dans la zone du phare dominant la mer donnaient l'alerte lorsqu'ils apercevaient les baleines au large. Des jarres d'argile, retrouvées en 2008, servaient à brûler la graisse de baleine afin de produire une fumée noire donnant l'alerte sur l'imminence d'une chasse.
Cette espèce chassée appelée baleine de Biscaye (en espagnol « ballena de los vascos », baleine des basques), qui peut mesurer jusqu'à 16 m, était une proie facile et pratique, car elle s'approchait beaucoup des côtes, était lente et docile, et flottait après avoir été tuée, ce qui facilitait sa localisation. Bien que volumineuse, elle n'était pas parmi les plus grandes, mais on pouvait tirer 250 barils de graisse d'un individu, afin de produire une huile d'un grand intérêt économique.
L'activité baleinière était si développée que la zone conserve encore, 400 ans après, de nombreux restes de centaines de leurs squelettes. En 2008, des travaux sur le port de Porto de Bares ont mis au jour des ossements de cétacés, dont la Sociedade Galega de Historia Natural (SGHN, Société Galicienne d'Histoire Naturelle) a immédiatement fait un objet d'étude. Elle détient des mandibules et des omoplates de ces cétacés, qui ont été récupérés dans le but de figurer parmi les collections de son futur musée à Ferrol. Les villageois de Porto de Bares, dont certains ont fait don à la SGHN des pièces de cétacés qu'ils possédaient, ont expliqué, lorsqu'ils ont été questionnés sur la présence des os de baleines dans leur village, qu'ils avaient effectivement entendu parler d'une activité baleinière presque oubliée, pratiquée quelques siècles auparavant dans leur port.

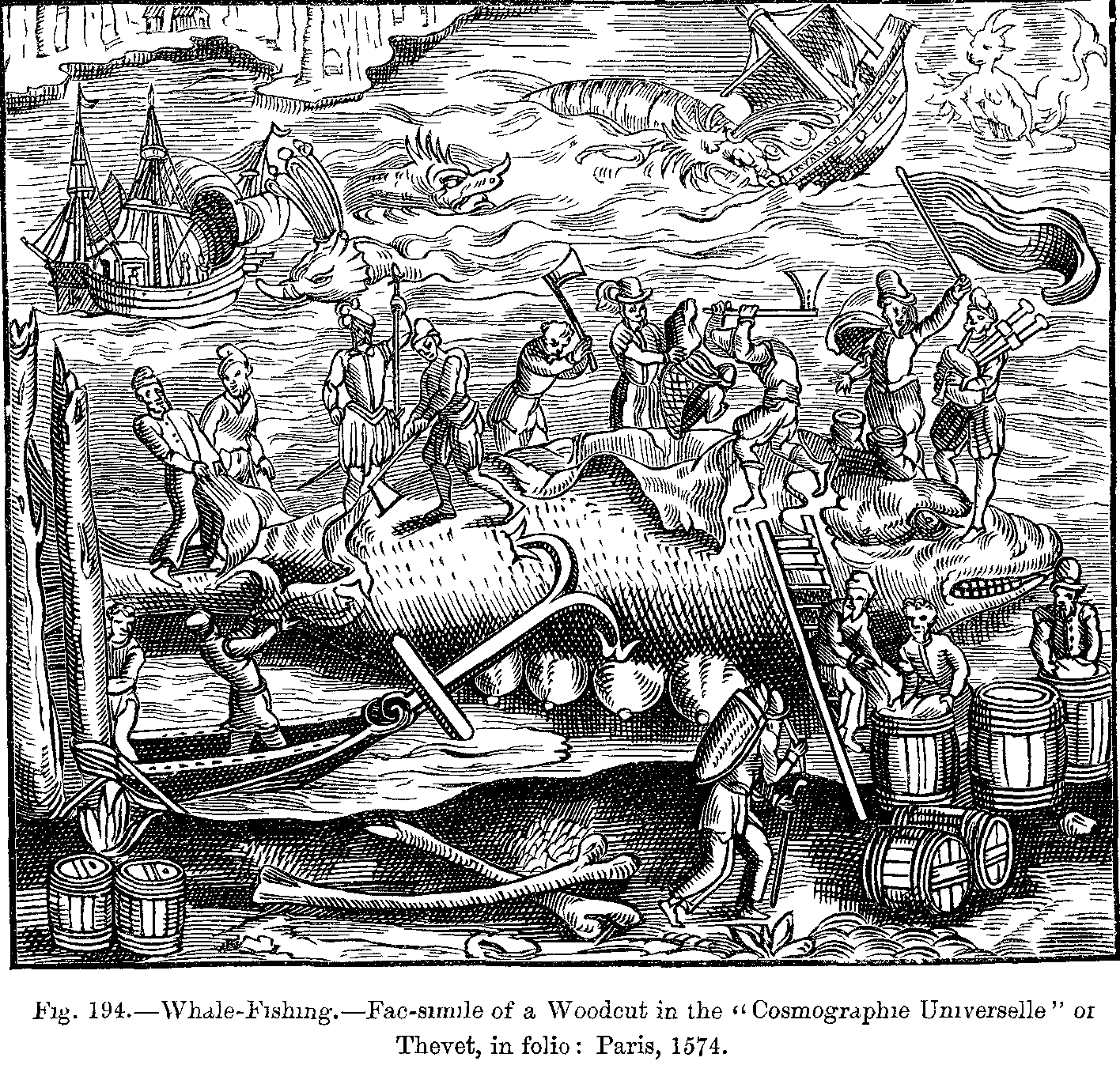
Chasse à la baleine - Cosmographie Universelle de Thevet, Paris, 1574
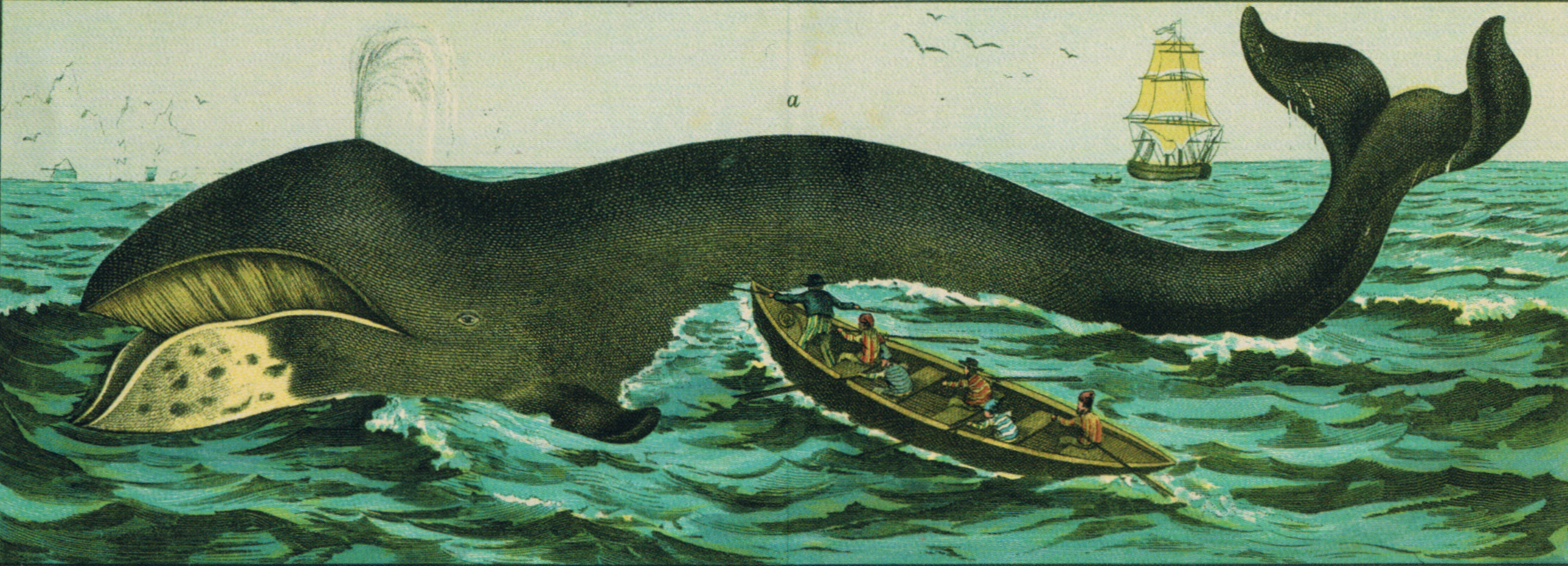

### Autres aspects géologiques
Toute la zone, parsemée de gros rochers ronds, tant sur terre que sous la mer, constitue une formation géologique remarquable : une inspection sous-marine a permis de voir des blocs de dimensions hors du commun atteignant jusqu'à 7 m de hauteur.

## Climat
Le climat est océanique, doux et humide. La température moyenne annuelle est de 12,9 °C. Les précipitations annuelles sont de 1 062 mm, avec absence de gelées. Le lieu est soumis à des vents intenses et à de fortes tempêtes, comme toute la côte galicienne. C'est la raison pour laquelle la Galice a été équipée de nombreuses éoliennes.

## Patrimoine

### Le phare
À l'extrême nord du cap se trouve le phare de Estaca de Bares, le plus septentrional de la péninsule ibérique.
Caractéristiques du phare
- no  national : 03100
- no  international : D-1686
- Latitude : 43° 47′ 02″ N
- Longitude : 7° 41′ 03″ W
- Portée de la lampe : 25 milles
- Altitude au-dessus de la mer : 101 m
- Hauteur : 10 m
- Apparence : GpD(2)B 7,5s FL(2)W 7,5s

Histoire du phare
Le premier plan d'éclairage des côtes espagnoles a lieu en 1846. Il prévoit initialement l'installation d'un phare au Cap Finisterre et un autre au Cap Ortegal. Finalement, après consultation des marins, il est décidé de construire un phare de premier ordre à Estaca de Bares. Le projet, supervisé par l'ingénieur Félix Uhagón, débute en décembre 1849 sous une forte et continue tempête. Le coût du phare est de 131 830 reais. Le système optique, installé en juin et juillet 1850 et entré en fonctionnement le 1er septembre de la même année, est une lumière blanche giratoire dont le faisceau brille une fois par minute, sous la surveillance de 3 gardiens de phare. Doté d'une lampe mécanique de type Sautter avec un mécanisme d'horlogerie, il est composé de 5 parties : la machine, le dépôt d'huile, le corps de la bombe, les tubes d'ascension du carburant et un allumage muni de 5 mèches. Les combustibles utilisés au cours du temps sont l'huile d'olive, la paraffine et le pétrole, ceci jusqu'au 20 août 1905.
Le 16 septembre 1948, le mécanisme d'horlogerie est changé de manière à obtenir un faisceau de lumière toutes les 10 secondes.
Le plan général de Travaux publics de 1939 approuve l'électrification du phare et l'installation d'une lanterne aéromaritime (terme espagnol désignant une lanterne de phare capable d'émettre un faisceau lumineux à égale distance horizontalement pour les navires, que verticalement pour les avions) ainsi que d'une sirène. L'exécution de ces travaux a lieu en 1949, date à laquelle le phare prend son aspect actuel.
En 1993, on installe un équipement lumineux totalement rénové, il est automatisé par l'autorité portuaire de Ferrol-San Cibrao et piloté à distance depuis le port de Ferrol.
En 1998, on remplace le radiophare circulaire LB-100 par une station DGPS.
En 2003, le phare subit une importante réhabilitation extérieure. Puertos del Estado (les Ports de l'État) installent une station AIS capable de fournir au centre de contrôle les informations concernant les bateaux naviguant aux environs.
Le chemin qui mène du phare à la Punta de Estaca de Bares souffre aujourd'hui d'érosion à cause du grand nombre de visiteurs de cette pointe nord espagnole.

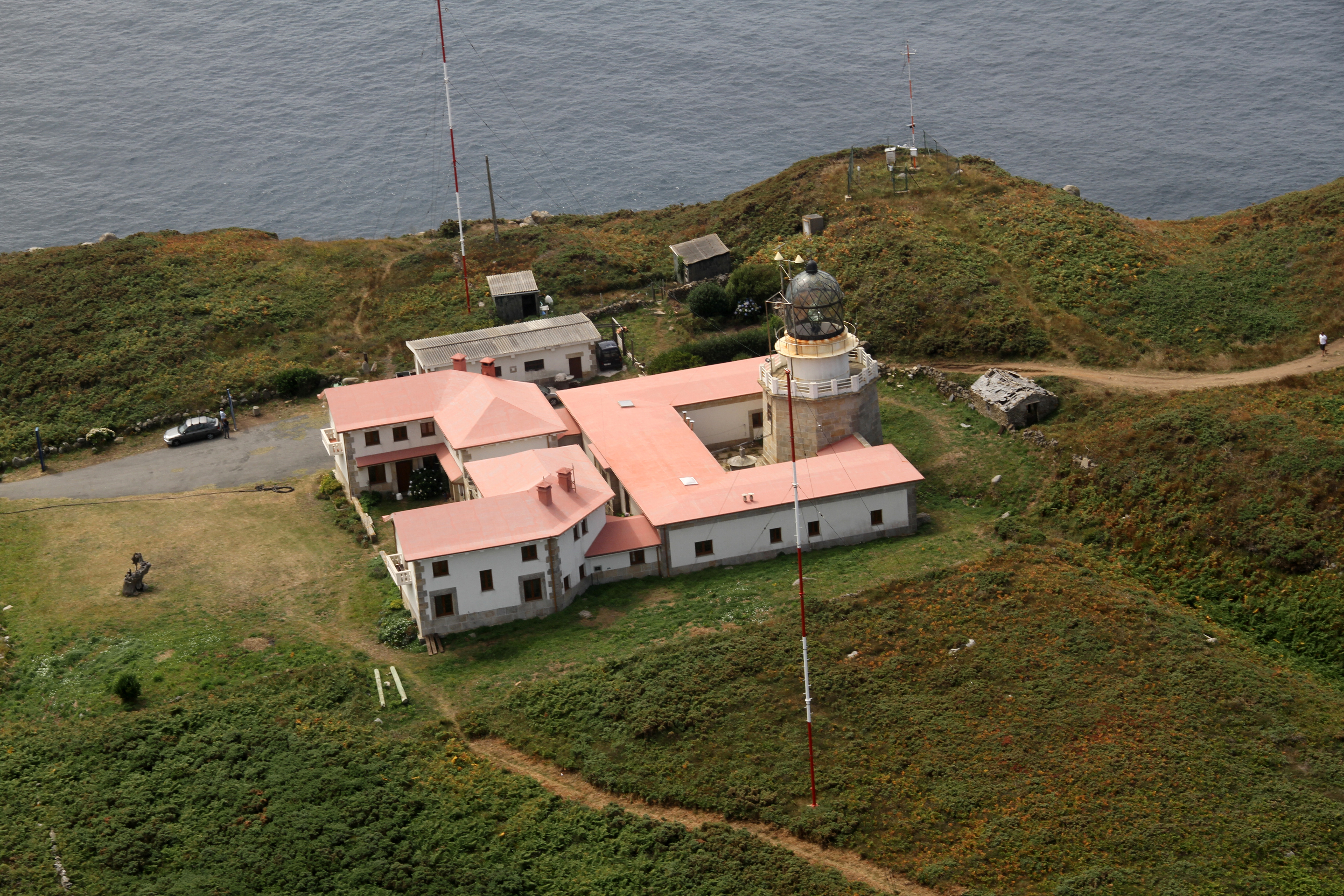
Phare d'Estaca de Bares vu d'avion
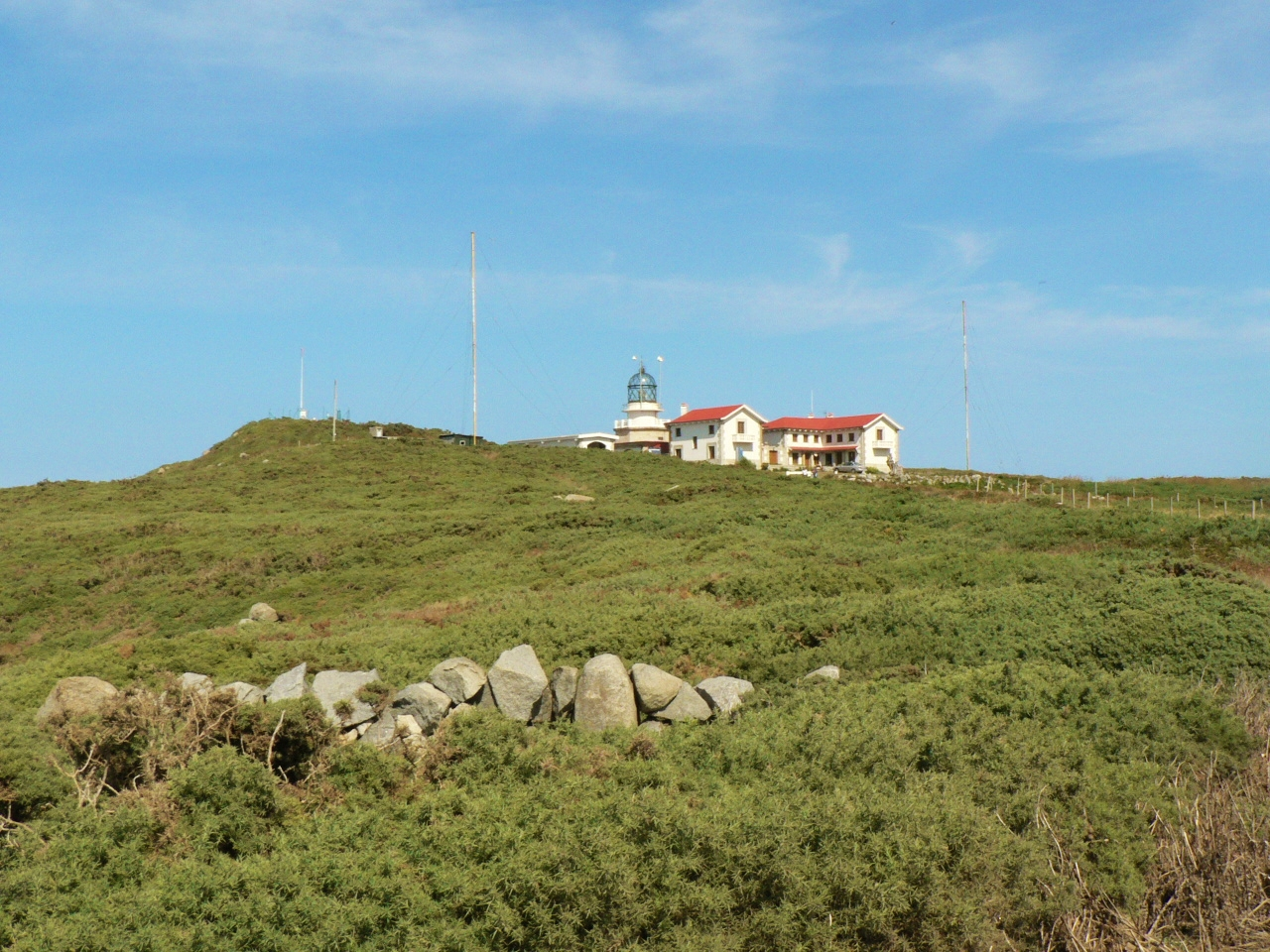
Phare d'Estaca de Bares - Façade avant
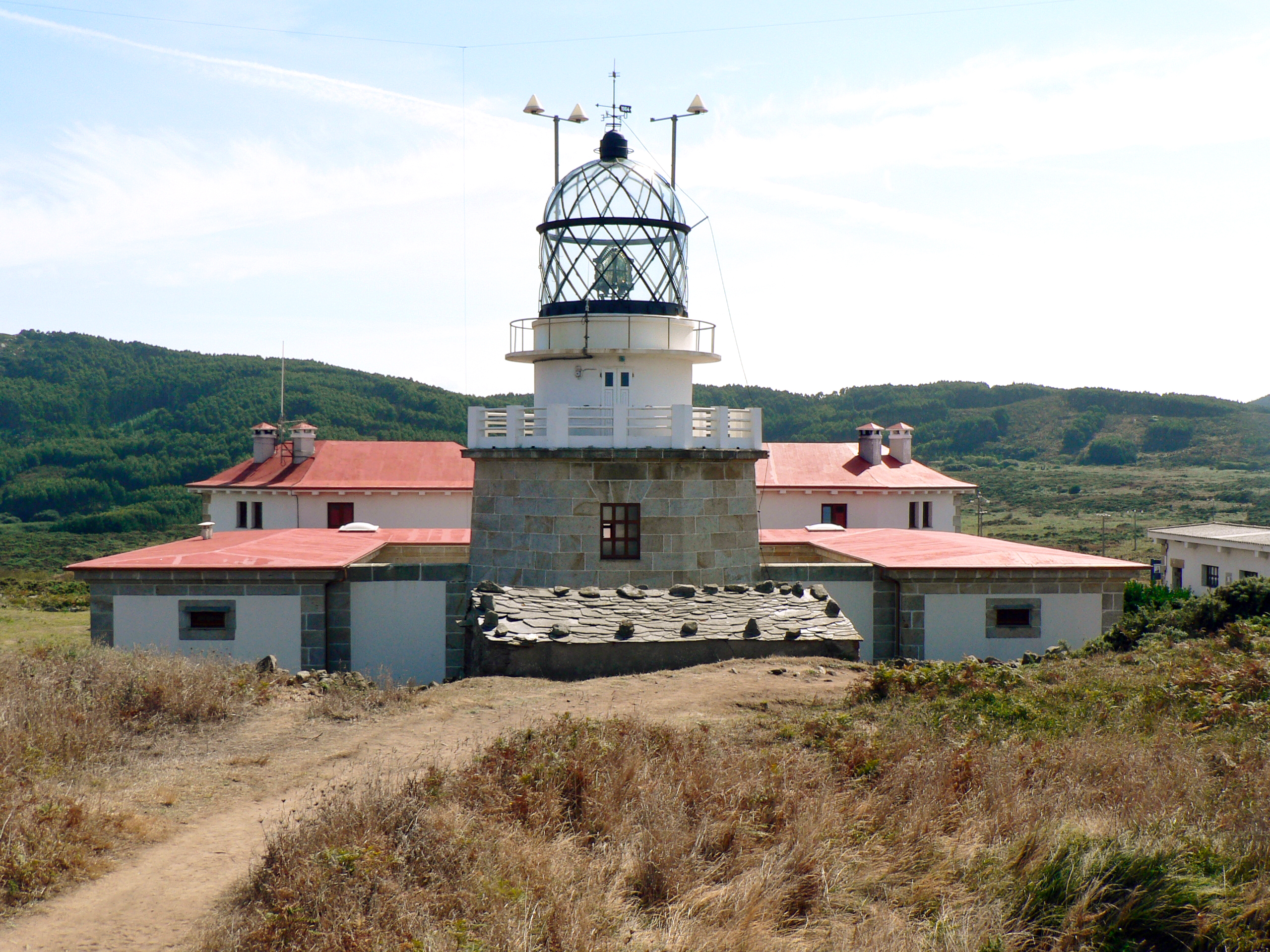
Phare d'Estaca de Bares - Partie arrière
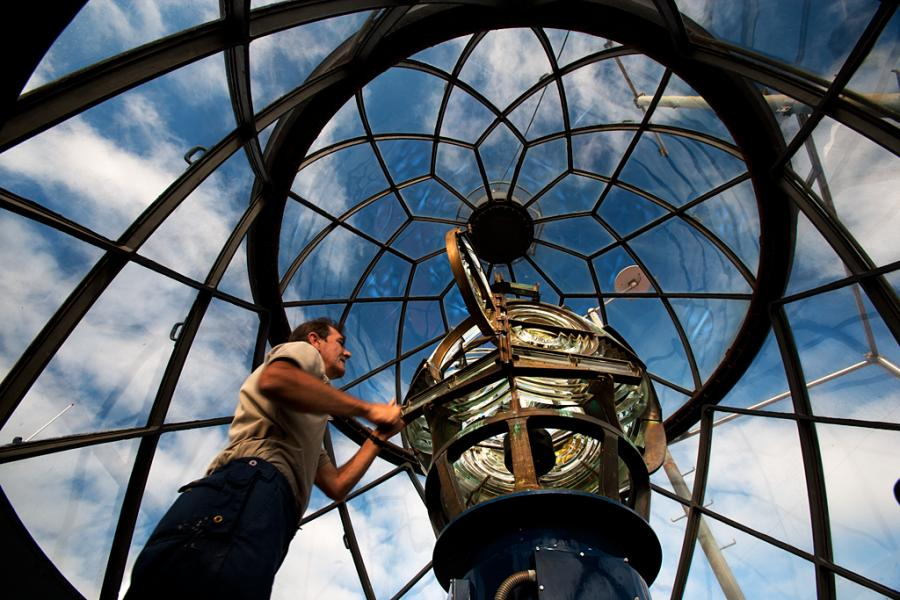
Le gardien de phare dans la sphère du phare de la Estaca de Bares

### La base militaire américaine
Principe de la station LORAN
L'Espagne a abrité deux stations américaines LORAN, une à l'Estartit, sur la commune de Torroella de Montgrí en Catalogne, et l'autre à Estaca de Bares. LORAN (LOng RAnge Navigation) est un système électronique de navigation de longue portée par radio qui utilise l'intervalle entre la réception du signal transmis depuis trois points, ou davantage, pour déterminer une position. Il a été développé pendant la deuxième guerre mondiale comme aide à la navigation de l'aviation alliée et aux convois maritimes de l'Atlantique nord.
Mise en œuvre
Le système LORAN d'Estaca de Bares a été installé à la demande du Ministère de la défense des États-Unis, à la suite d'un accord de 1953 entre Eisenhower et le général Franco. Sa construction et la phase d'essais ont été finalisés en 1960, et il a été mis en service en 1961. Jusqu'à 1977, la station est restée sous le commandement de la USCG (Garde côtière des États-Unis) sous le commandement de John Wcilso. Pendant ses années de service, son but était d'être utilisé en cas de panne de la chaîne LORAN principale en Europe.
Plus tard transféré à l'USAF (US Air Force), la base militaire a été modifiée et agrandie afin de répondre à des objectifs militaires. La station a alors participé à la mission bracelet de soie depuis 1961 jusqu'à août 1991, à la fermeture de ces installations. Pendant cette période, une série de radios et multiplexeurs de signal servaient à maintenir en contact plusieurs émetteurs avec un Boeing EC-135, un Boeing 707 dont la mission était d'activer les défenses nucléaires américaines aériennes au cas où une attaque soviétique éliminerait les centres de commandement terrestres.
La station de Estaca, dans sa phase LORAN, avait deux équivalents, un en France (station de Porspoder) et l'autre au Pays de Galles (station de East Blockhouse).
Démantèlement
Après 40 ans de service, les installations américaines sont démantelées pour cause d'obsolescence en 1991. Depuis lors, elles appartiennent au Ministère de la Défense. Oubliées par l'administration, elles sont maintenant en situation d'abandon et font l'objet de vandalisme et de tags, malgré un assez bon état de la structure des bâtiments.
Projet de réhabilitation
En avril 2009, le gardien du phare, Eugenio Linares Guallart a rédigé un projet de réhabilitation des anciennes installations, où il suggère à l'administration leur mise en valeur par la création sur ce lieu d'un musée historique et pédagogique sur le passé militaire de la zone, en intégrant également au site des activités liées à la faune et la flore de Estaca de Bares, aux moulins à céréales hydrauliques d'intérêt ethnographique et culturel, ainsi que la création d'une promenade maritime et d'un mirador.

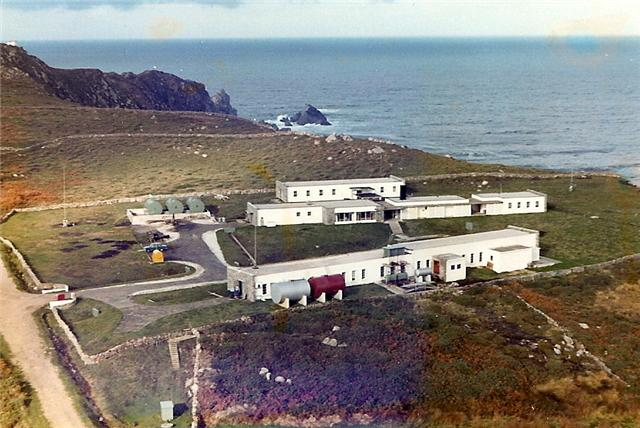
Estaca de Bares - Base américaine - Vue générale
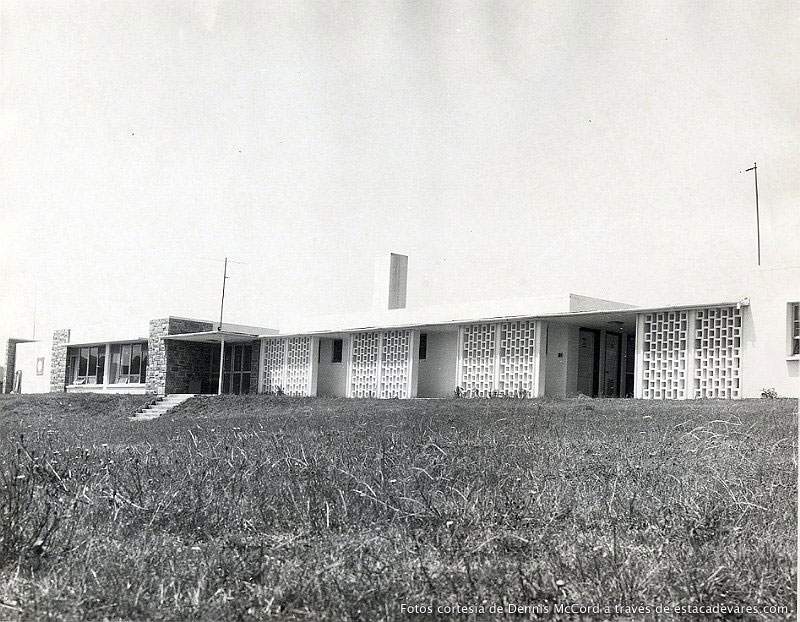
Estaca de Bares - Détail des bâtiments
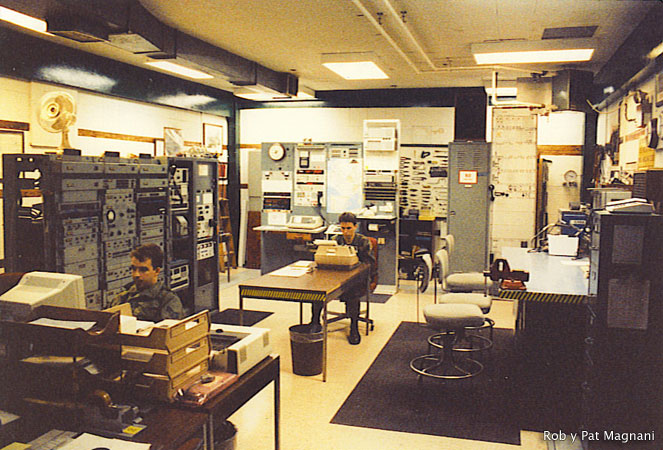
Estaca de Bares - Base américaine - Studio technique
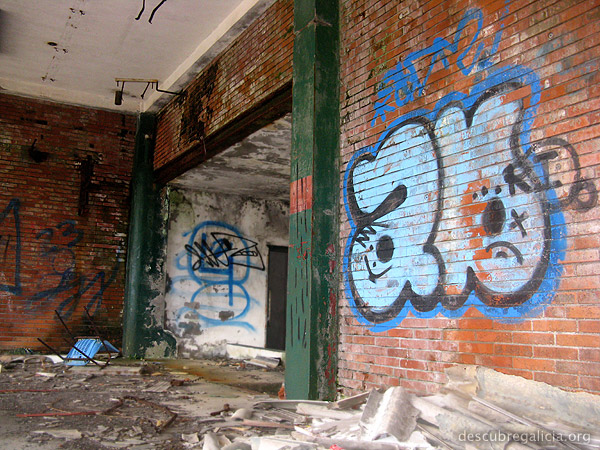
Estaca de Bares - Base américaine en ruine

### La station ornithologique
Voir le chapitre Faune et les deux photos ci-dessous.

### Les moulins à céréales hydrauliques
Entre la base militaire et la station ornithologique, non loin du phare, on trouve les ruines de plusieurs anciens moulins à céréales qui étaient à l'époque mus par l'énergie hydraulique: on peut encore voir les canaux d'arrivée de l'eau. Ils sont disposés les uns au-dessus des autres en descendant dans la falaise.

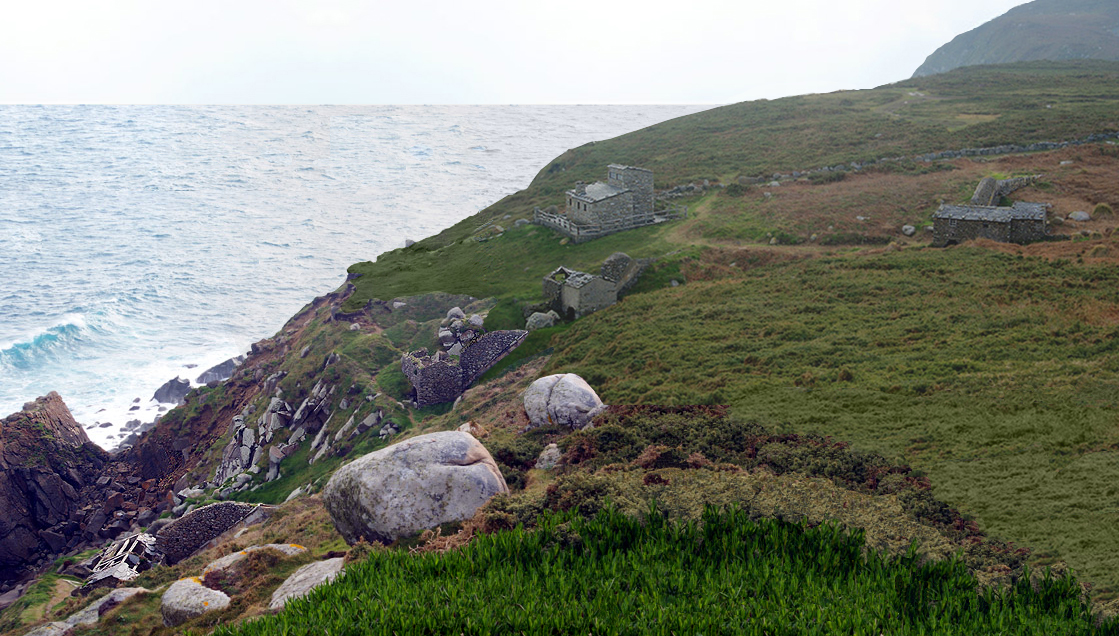
Les moulins à céréales en ruine à gauche, et la station ornithologique, au milieu en haut
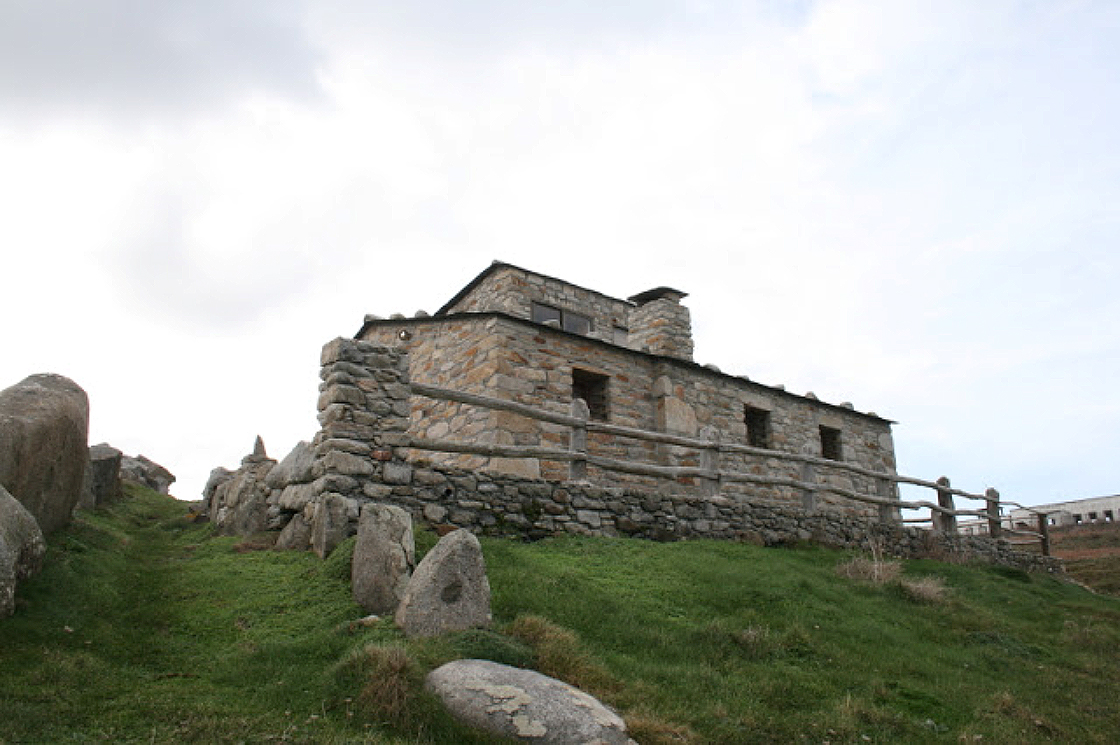
La station ornithologique

### Le sémaphore de Estaca de Bares
À la fin du XIXe siècle, le « Sémaphore de Bares » (Semáforo de Bares en castillan), situé sur le village de Santa María de Bares, est une ancienne construction militaire dont les trois fonctions étaient la communication avec les bateaux au moyen de signes effectués avec des drapeaux, un poste d'observation militaire et un centre météorologique. Il est situé sur une colline, à 1 700 m du phare et à une altitude de 210 m. Il est resté en service jusqu'à la fin des années 1960.
À la fin des années 1990 et au début du XXIe siècle, il a été rénové et converti en « hôtel de nature » (hotel de natulareza en castillan) et a été inauguré le 15 août 2002. Il est entouré d'un élégant jardin qui combine massifs de fleurs et gros rochers arrondis par l'usure de l'eau. Depuis l'hôtel et le jardin, ouvert au public, une vue panoramique exceptionnelle due à l'altitude du lieu permet d'embrasser à 360 degrés la Ria de Cariño y Ortigueira, le cap Ortegal, le phare de la Estaca de Bares, le large de l'Atlantique, l'île de Coelleira, la ría de O Barqueiro et ses villages, ainsi que la digue (O Coíro) et la plage de Porto de Bares. Le sémaphore de Bares étant placé tout au nord du cap étroit de la Estaca de Bares et entouré de mer sur 3 côtés, la très belle vue depuis l'hôtel donne une sensation d'insularité.
On y accède par deux routes : une depuis le phare et la base militaire américaine, et l'autre depuis le village de Vila de Bares par une route circulaire. Les coordonnées du sémaphore de Bares sont :
- Latitude 43° 46′ 43,6″
- Longitude 7° 40′ 02,28″

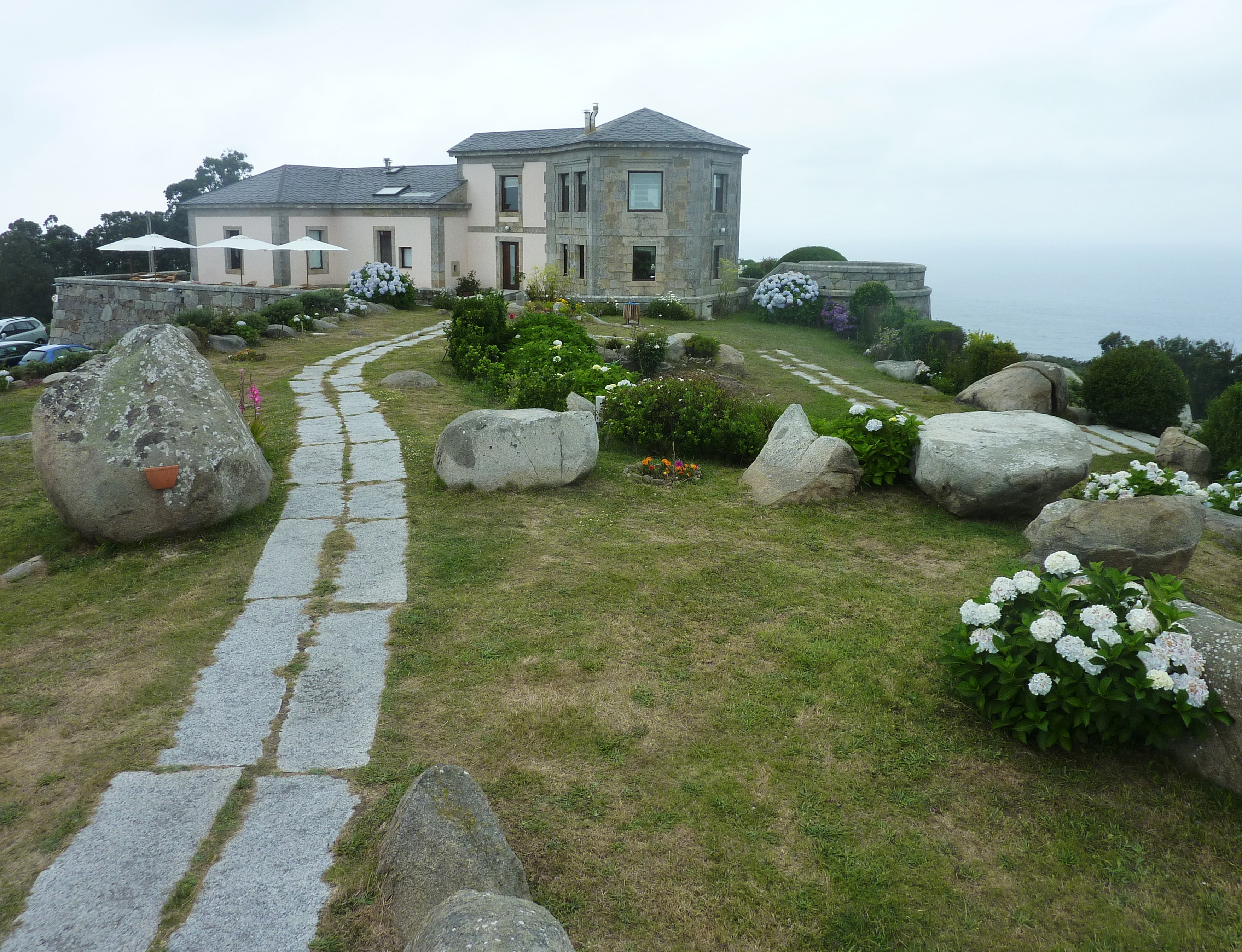
Semaforo de Bares (hôtel)
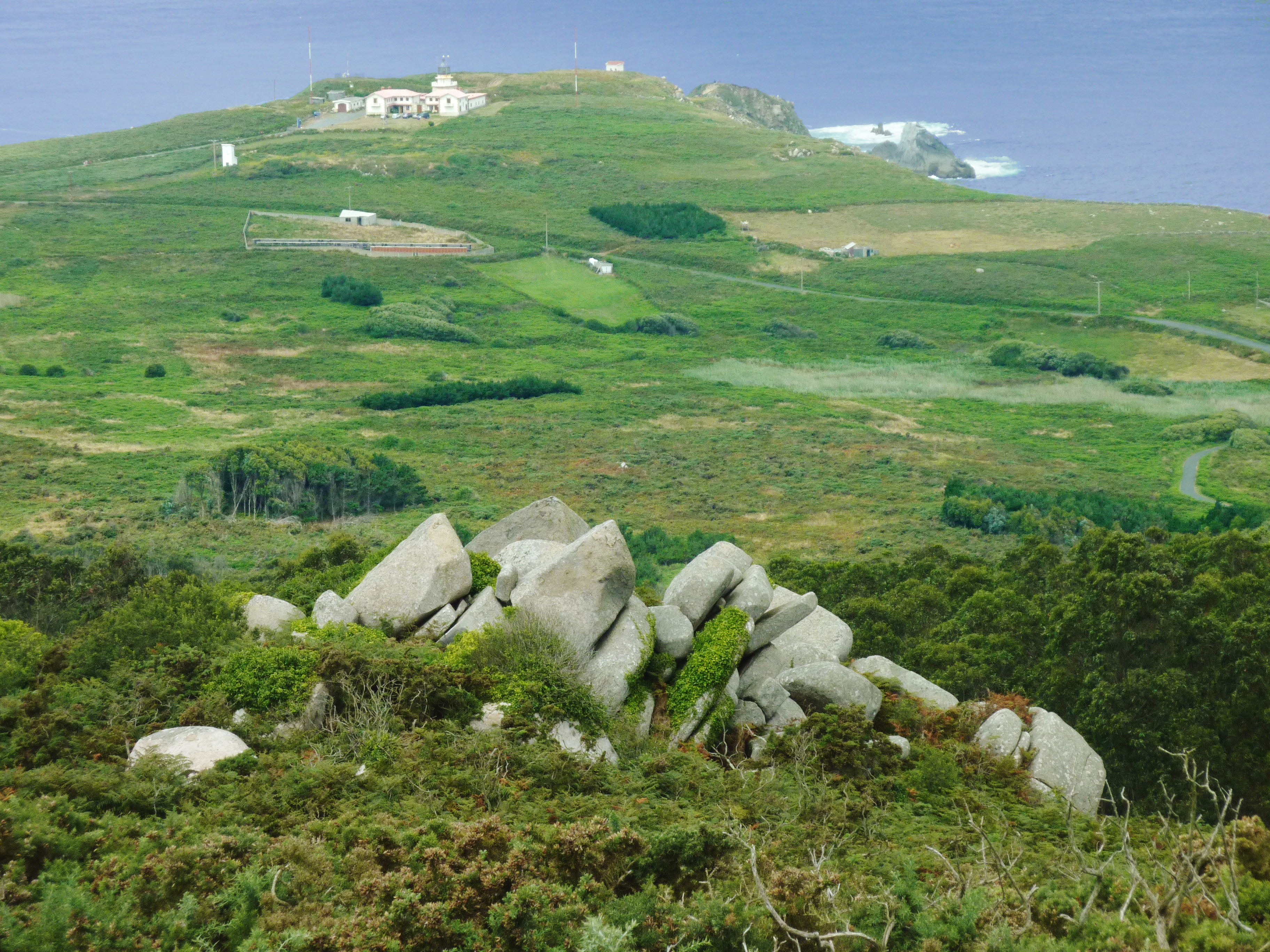
À droite, la pointe de la Estaca de Bares, la petite et ultime roche appelée « Estaquín », et le phare de la Estaca de Bares, vus depuis le Sémaphore de Bares

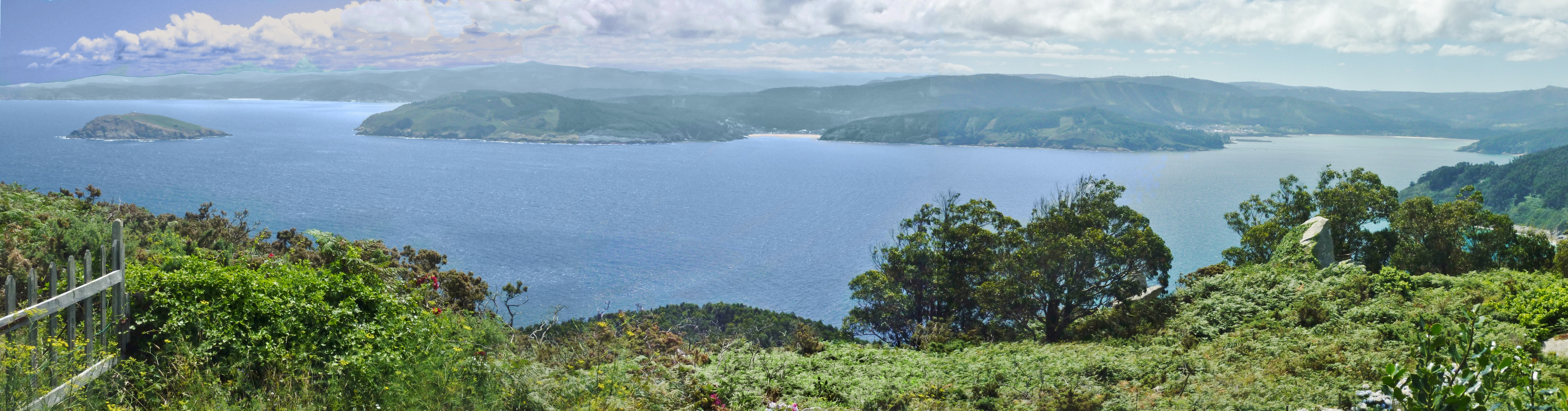
Île Coelleira à gauche et ria de O Barqueiro à droite, vus depuis le sémaphore de Bares

## Faune

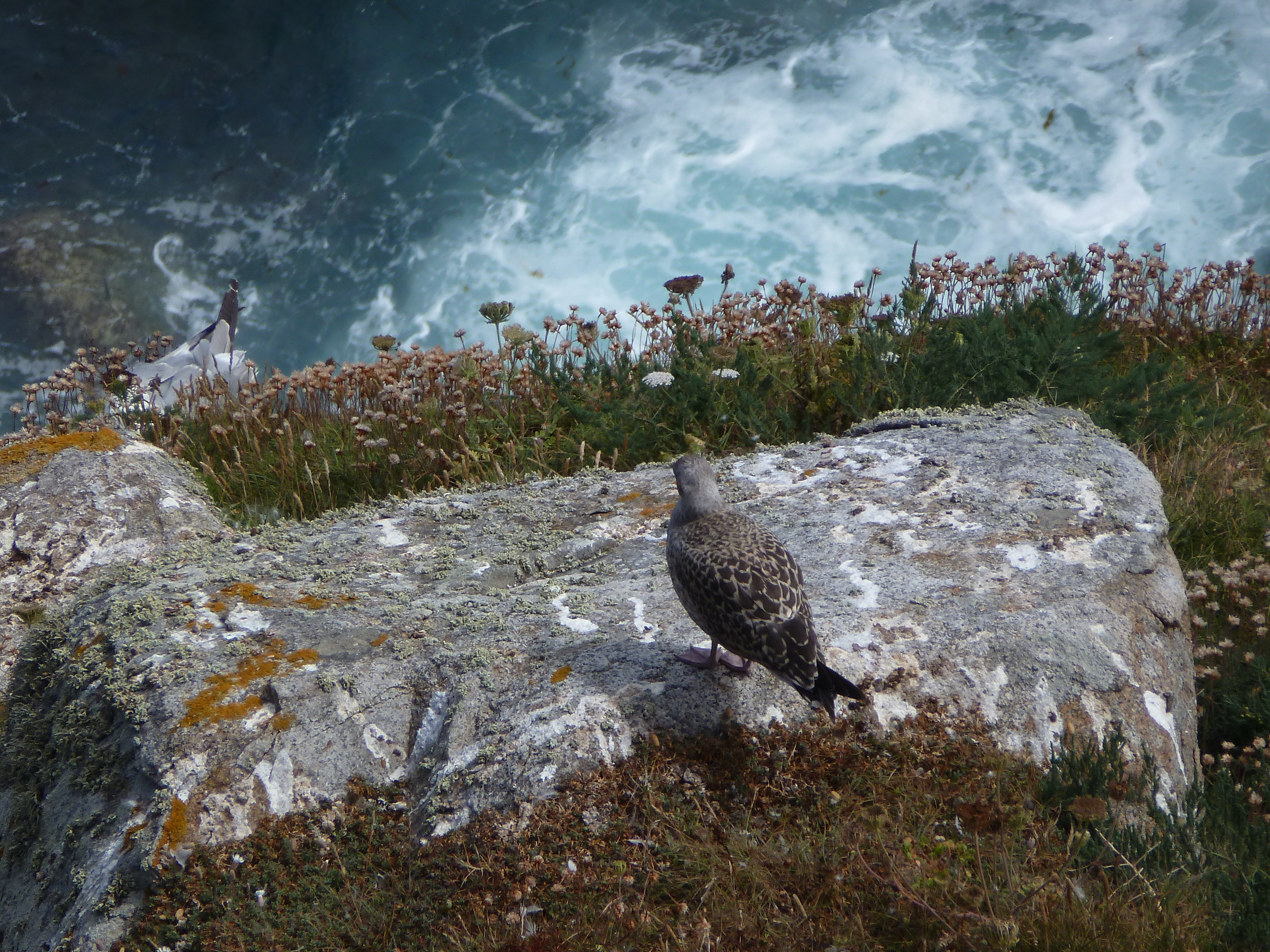
Goéland juvénile en juillet 2015

La situation géographique particulière du cap de la Estaca de Bares, formant avec le cap Ortegal l'angle nord-occidental de la péninsule ibérique, en fait un lieu privilégié pour l'observation du passage des oiseaux marins, surtout entre août et octobre. Une station ornithologique a été ouverte en 1988.
On peut observer depuis ce lieu la plupart des espèces classiques comme le fou de Bassan (Morus bassanus), les labbes, les sternes, les guifettes et les goélands, ainsi que diverses espèces de procellariiformes comme le puffin des Anglais (Puffinus puffinus) et le puffin cendré (Calonectris diomedea).
Des espèces rares y sont également observées chaque année, ce qui a fait la réputation de ce lieu parmi les observateurs espagnols.
En 2008, on a comptabilisé le passage annuel de plus de 280 000 oiseaux migrateurs.